# Cathédrale Notre-Dame-du-Rosaire de Mangalore
Cette  cathédrale n’est pas la seule cathédrale Notre-Dame-du-Rosaire.
La cathédrale Notre-Dame-du-Rosaire (connue localement comme la Rosario Cathedral) est un édifice religieux catholique se trouvant au centre de la ville de Mangalore, dans l’État de Karnataka, en Inde. Une première église construite par les Portugais en 1568 est reconstruite en 1813 et de nouveau en 1910. C’est la plus ancienne église catholique du Canara. L’église est siège épiscopal du diocèse de Mangalore depuis 1851. 

## Histoire
En 1568 les autorités coloniales portugaises construisent une église pour les fidèles catholiques de leur comptoir commercial installé sur la côte occidentale de l’Inde. D’après une tradition locale l’image de la Vierge Marie qui surmonte le maître-autel de l’église aurait été trouvée dans leurs filets par des pêcheurs de haute mer.  Elle fut longtemps objet de vénération particulière par une caste locale. Ce fait est mentionné par un voyageur italien, Pietro della Valle, qui visita Mangalore en 1623. 
L’église est profanée et détruite par Tipu Sultan en 1784, lors du siège de Mangalore
La reconstruction de l’édifice religieux commence en 1813. En 1851, l’église Notre-Dame-du-Rosaire, est choisie comme cathédrale lorsque la mission de Mangalore est érigée en vicariat apostolique.  Mais, la jugeant trop petite et insuffisante pour le diocèse en rapide croissance (Mangalore devient diocèse en 1886) l’évêque Abbondio Cavadini met en chantier une nouvelle cathédrale  en 1910. L’ancien bâtiment est démoli et la cathédrale actuelle est érigée à sa place. Cavadini n’en verra pas l’achèvement : elle est consacrée en 1915 par son successeur Mgr Paul Perini.

## Description

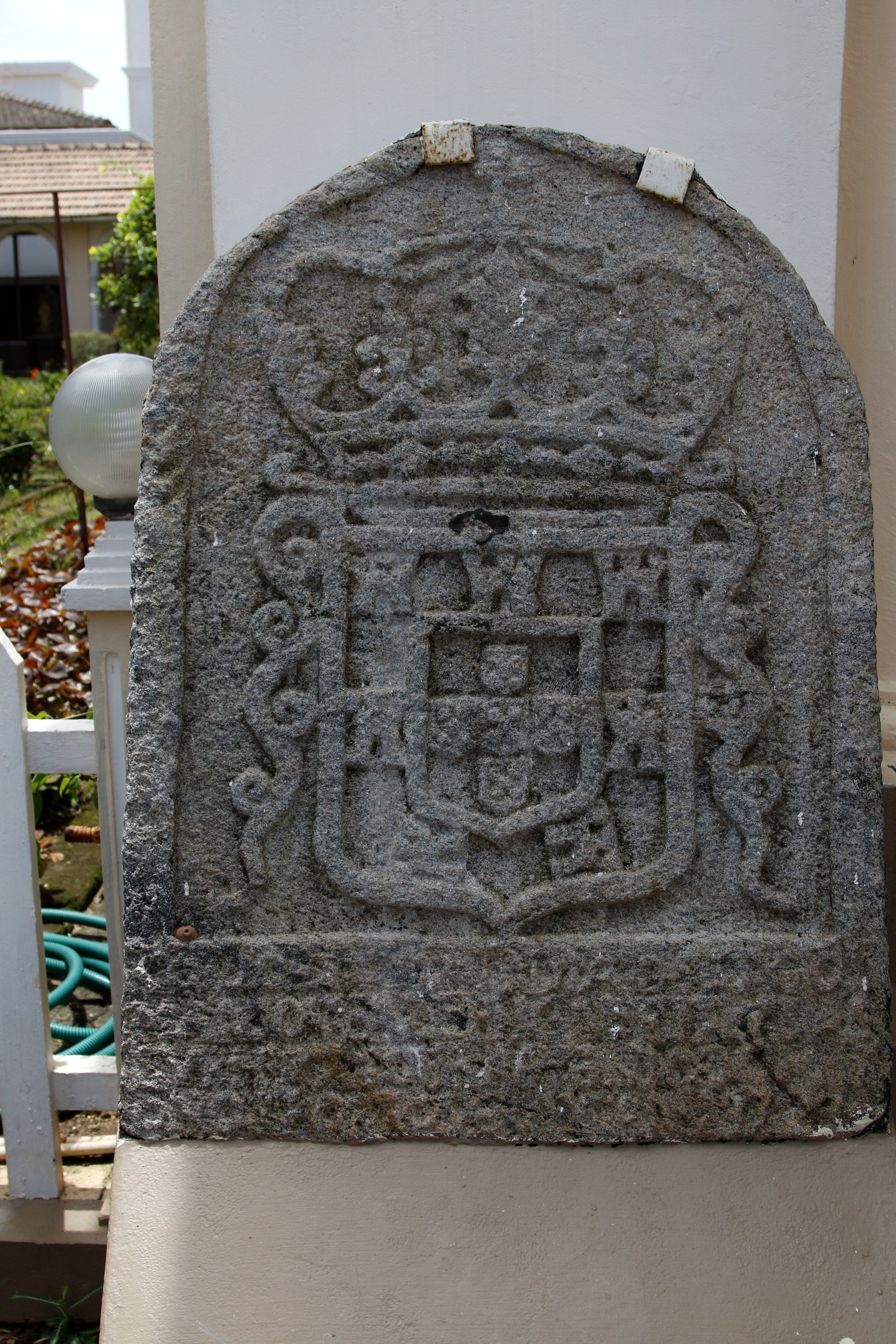
Pierre commémorative de l’arrivée des Portugais (1568).

L’architecte de la cathédrale de 1910 est un frère jésuite venu de Bombay et connu sous le nom de ‘Divo’. La structure est de style basilical et inspirée des églises italiennes. La véranda périphérique a environ 45 petites arches. Le modeste clocher, sur la gauche de l’édifice, est séparé du bâtiment.
L’église Notre-Dame-du-Rosaire est la seule église du diocèse de Mangalore qui ait un dôme surmontant la croisée du transept. La croix au sommet du dôme de la cathédrale était traditionnellement allumée tous les soirs pour servir de phare aux gens de mer. La pierre commémorative (avec écusson royal), marquant l’arrivée des Portugais (en 1568) se trouve à l’entrée de l’église.